# Ascain
Ascain (Baskisch: Azkaine) is een gemeente in het Franse departement Pyrénées-Atlantiques (regio Nouvelle-Aquitaine). De plaats maakt deel uit van het arrondissement Bayonne en ligt in de Baskische provincie Labourd. Ascain telde op 1 januari 2022 4.561 inwoners.

## Geografie
De oppervlakte van Ascain bedroeg op 1 januari 2022 19,27 vierkante kilometer; de bevolkingsdichtheid was toen 236,7 inwoners per km².

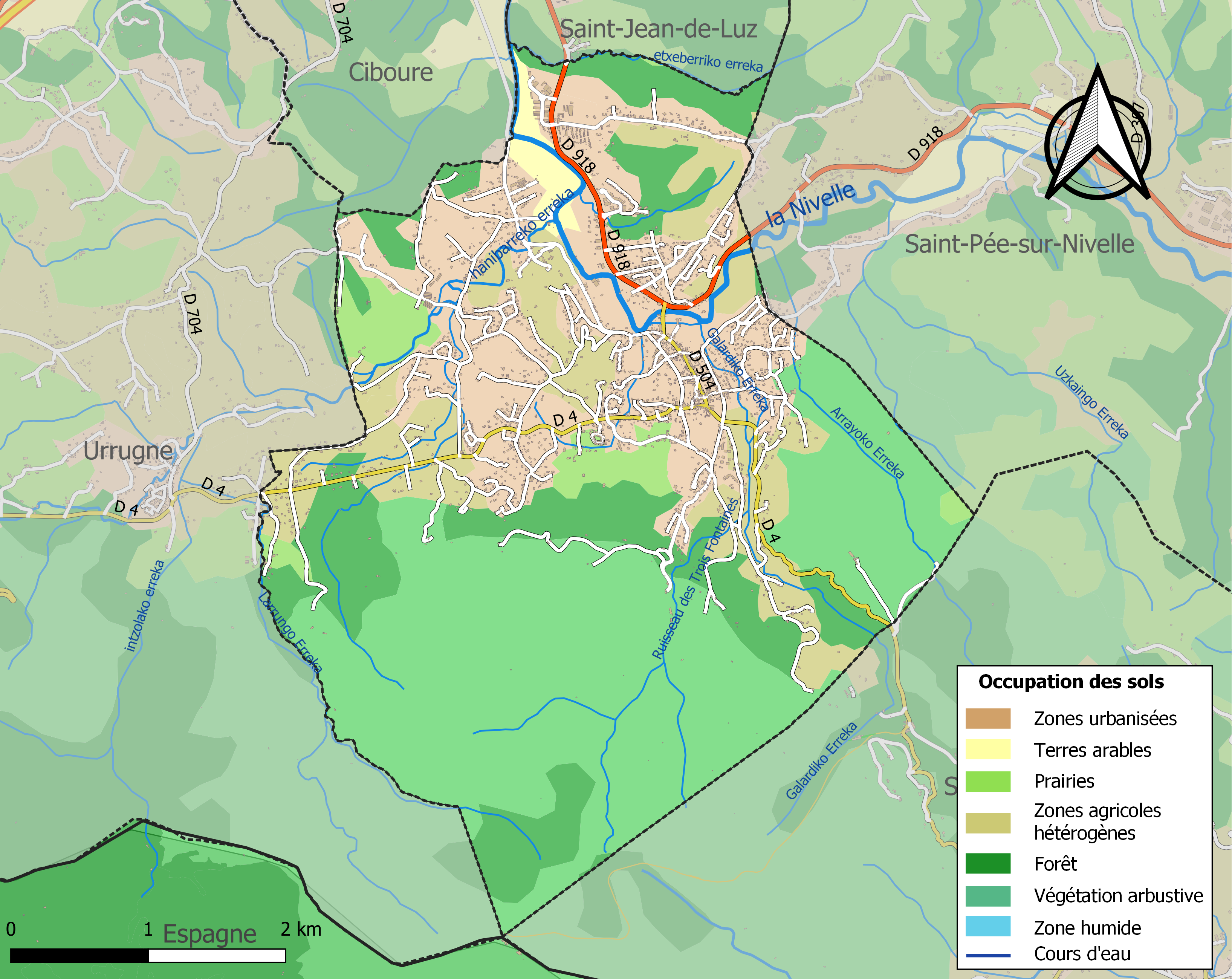
Kaart van de gemeente met belangrijkste infrastructuur, bodemgebruik en omliggende gemeenten

## Demografie
Onderstaande figuur toont het verloop van het inwonertal (bron: INSEE-tellingen).